# 弗兰肯斯坦的军队
《弗兰肯斯坦的军队》（英語：Frankenstein's Army）是一部2013年上映的荷兰、美国与捷克合拍的拾得录像恐怖電影。该片讲述了二戰時期蘇聯军队遭遇了由一名祖先为维克多·弗兰肯斯坦的纳粹德國科学家所制造的恐怖不死士兵。类似假面骑士的修卡会制造怪人。

## 主演
- 卡瑞爾·羅登 饰演 维克多·弗兰肯斯坦
- 約書亞·薩塞 饰演 谢尔盖
- 罗伯特·格威利姆 饰演 诺维科夫
- 亚历山大·墨丘利（英语：Alexander Mercury） 饰演 德米特里
- 路克·紐伯瑞 饰演  萨夏
- 唐汉平 饰演 伊万
- Andrei Zayats 饰演 瓦西里
- 马克·史蒂文森 饰演 阿列克西
- 克里斯蒂娜·卡特琳娜 饰演 伊娃
- Jan de Lukowicz 饰演 弗里茨
- 兹德涅克·巴林卡 饰演 汉斯

## 制作
主要的拍摄工作于2012年3月5日在捷克开拍。Twitch Film报道说，它在3月30日的那一周完成拍摄。 虽然该片运用了电脑成像技术，但大部分效果是实际的，例如特技演员被置于火中。

## 外部連結
- 互联网电影数据库（IMDb）上《Frankenstein's Army》的资料（英文）
- 爛番茄上《Frankenstein's Army》的資料（英文）
- Metacritic上《Frankenstein's Army》的資料（英文）